# 淵田仁
淵田 仁（ふちだ まさし、1984年 - ）は、日本の哲学者・思想家。専門は18世紀フランス思想史・啓蒙思想。学位は博士（社会学）。城西大学現代政策学部准教授。。ジャン＝ジャック・ルソー研究で渋沢・クローデル賞奨励賞を受賞。

## 人物・経歴
福井県出身。藤島高等学校卒業。横浜市立大学商学部経済学科卒業。一橋大学大学院社会学研究科修士課程修了。グルノーブル大学文学部Master2修了。一橋大学大学院社会学研究科にて博士号（社会学）取得。

## 著書

### 単著
- 『ルソーと方法』（法政大学出版局、2019年）

### 共著
- 『ルソー論集』（中央大学出版部、2021年）
- 『〈つながり〉の現代思想―社会的紐帯をめぐる哲学・政治・精神分析』（明石書店、2018年）
- 『百科全書の時空 典拠・生成・転位』（法政大学出版局、2018年）
- 『ルソーと近代―ルソーの回帰・ルソーへの回帰 』（風行社、2014年）
- 『政治思想の知恵』（法律文化社、2013年）
- 『｢統治｣を創造する　新しい公共／オープンガバメント／リーク社会 』（春秋社、2011年）